# 北海道道820号小樽港稲穂線
北海道道820号小樽港稲穂線（ほっかいどうどう820ごう おたるこういなほせん）は、北海道小樽市内を結ぶ一般道道（北海道道）である。

## 概要
「臨港線」の通称があり、国道のバイパス的役割を果たしている。

### 路線データ
- 起点：北海道小樽市港町4丁目（重要港湾 小樽港）
- 終点：北海道小樽市稲穂5丁目（国道5号交点）
- 総延長：1.023 km
- 実延長：0.358 km
- 重用延長：0.665 km

### 道路管理者
- 後志総合振興局 小樽建設管理部 事業課

## 歴史
- 1974年（昭和49年）3月31日 - 路線認定[1]。

## 路線状況

### 通称
- 臨港線

### 重複区間
- 北海道道17号小樽港線（小樽市港町4丁目〔起点〕 - 小樽市色内2丁目）
- 北海道道454号小樽海岸公園線（小樽市色内2丁目 - 小樽市稲穂5丁目）

## 地理

### 通過する自治体
- 後志総合振興局
  - 小樽市

### 交差する道路
小樽市
- 北海道道17号小樽港線 - 港町4丁目（起点）、色内2丁目（重複）
- 北海道道454号小樽海岸公園線 - 色内2丁目、稲穂5丁目（重複）
- 国道5号 - 稲穂5丁目（終点）

### 沿線にある施設など
小樽市
- 小樽運河